# Gabriela Huerta Trillo
Gabriela Huerta Trillo (ur. 28 kwietnia 1983 w Meksyku) – meksykańska wioślarka.

## Osiągnięcia
- Mistrzostwa Świata – Mediolan 2003 – czwórka podwójna wagi lekkiej – 10. miejsce[1].
- Igrzyska Olimpijskie – Ateny 2004 – dwójka podwójna wagi lekkiej – 16. miejsce[1].
- Igrzyska Olimpijskie – Pekin 2008 – dwójka podwójna wagi lekkiej – 13. miejsce[1].
- Mistrzostwa Świata – Poznań 2009 – dwójka podwójna wagi lekkiej – 13. miejsce[1].